# PCHA 1914/15
Die Saison 1914/15 war die vierte reguläre Saison der Pacific Coast Hockey Association (PCHA). Meister wurden die Vancouver Millionaires.

## Teamänderungen
Folgende Änderungen wurden vor Beginn der Saison vorgenommen:
- Die New Westminster Royals wurden nach Portland, Oregon, umgesiedelt und änderten ihren Namen in Portland Rosebuds.

## Modus
In der Regulären Saison absolvierten die drei Mannschaften jeweils zwischen 17 und 18 Spielen. Der Erstplatzierte nach der regulären Saison wurde Meister. Für einen Sieg erhielt jede Mannschaft zwei Punkte, bei einem Unentschieden einen Punkt und bei einer Niederlage null Punkte.

## Saisonverlauf
In dieser Spielzeit folgten erneut einige Änderungen, so wurden z. B. Rückennummern für die Spieler eingeführt nach Vorbild der National Hockey Association, damit die Zuschauer die einzelnen Spieler besser erkennen konnten. Zudem durfte man innerhalb von 10 Fuß bis zu den Banden den Gegner nicht mehr Checken, um die Verletzungsgefahr zu verringern. Da die New Westminster Royals im Vorjahr zwischen 4.000 $ und 9.000 $ verloren hatten, wurden sie umgesiedelt und in Portland Rosebuds umbenannt. Dieser Schritte ließ die PCHA die erste kanadische Profiliga werden, die in die Vereinigten Staaten expandierte. Trainer der Rosebuds wurde Pete Muldoon. Die Vancouver Millionaires gewannen ihre letzten sechs Spiele allesamt und wurden mit 13:4 Siegen PCHA-Meister. Topscorer der Liga mit 45 Punkten wurde Cyclone Taylor, bester Torschütze mit 33 Toren wurde Mickey MacKay.

## Reguläre Saison

### Tabelle
Abkürzungen: GP = Spiele, W = Siege, L = Niederlagen, T = Unentschieden, GF = Erzielte Tore, GA = Gegentore, Pts = Punkte
|                        | GP | W  | L  | T | GF  | GA  | Pts |
| ---------------------- | -- | -- | -- | - | --- | --- | --- |
| Vancouver Millionaires | 17 | 13 | 4  | 0 | 115 | 71  | 26  |
| Portland Rosebuds      | 18 | 9  | 9  | 0 | 91  | 83  | 18  |
| Victoria Aristocrats   | 17 | 4  | 13 | 0 | 64  | 116 | 8   |

## Stanley Cup Challenge

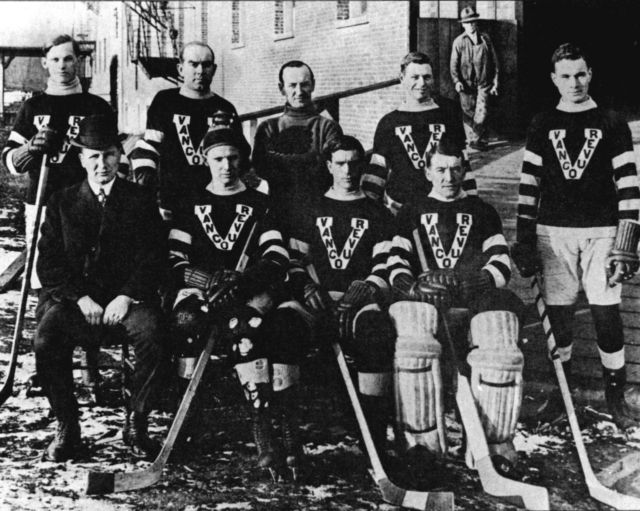
Die Stanley-Cup-Siegermannschaft der Vancouver Millionaires

Als PCHA-Meister durften die Vancouver Millionaires um den Stanley Cup antreten. In den Entscheidungsspielen mussten sie allerdings auf ihren Kapitän Si Griffis verzichten, der sich im letzten Ligaspiel ein Bein gebrochen hatte. Dennoch gelang es der Mannschaft die Ottawa Senators in einer Best-of-Five-Serie mit einem Sweep zu schlagen und als erstes Team der PCHA den Stanley Cup zu gewinnen.